# Макіно Сьодзо (плавець)
Макіно Сьодзо (15 травня 1915 — 12 лютого 1987) — японський плавець.
Срібний медаліст Олімпійських Ігор 1932 року, бронзовий медаліст 1936 року.